# Phare de Grujica
Le phare de Grujica (en croate : Svjetionik Otočić Grujica) est un feu actif situé sur l'îlot Grujica proche de l'île Lošinj dans le Comitat de Zadar en Croatie. Le phare est exploité par la société d'État Plovput .

## Histoire
Le phare, construit en 1873 sur l'îlot Grujica (archipel Cres-Lošinj), se trouve au sud-ouest de l'îlot, à l'entrée de la baie de Kvarner. Il est situé à environ 12 km de l'île Lošinj, entre les îles Ilovik au nord et Premuda au sud.
Il possède un radar Racon émettant la lettre O en morse.

## Description
Le phare  est une tour carrée de 15 m de haut, avec galerie et lanterne, au-dessus d'une maison de gardien d'un étage. La totalité du bâtiment est de couleur blanche. Il émet, à une hauteur focale de 17 m, trois éclats blancs toutes les 15 secondes. Sa portée est de 10 milles nautiques (environ 19 km) pour le feu principal et 8 milles nautiques (environ 15 km) pour le feu de veille.
Identifiant : ARLHS : CRO-005 - Amirauté : E3044 - NGA : 12772 .

## Caractéristiques dufeu maritime
Fréquence : 15s (W-W-W)
- Lumière : 0.5 seconde
- Obscurité : 2 secondes
- Lumière : 0.5 seconde
- Obscurité : 2 secondes
- Lumière : 0.5 seconde
- Obscurité : 9.5 secondes

|                     |
| Les îles de Croatie |

### Lien connexe
- Liste des phares de Croatie